# Arcade Fire (EP)
Arcade Fire är indierockbandet Arcade Fires självbetitlade EP. Den släpptes 2003 utan skivbolag och återsläpptes 2005 på Merge Records. EP:n är också känd som Us Kids Know efter texten i låten "No Cars Go".
"No Cars Go" finns även med i Arcade Fires andra album, Neon Bible.

## Låtlista
1. "Old Flame" - 3:55
2. "I'm Sleeping in a Submarine" - 2:46
3. "No Cars Go" - 6:00
4. "The Woodlands National Anthem" - 3:56
5. "My Heart Is an Apple" - 4:25
6. "Headlights Look like Diamonds" - 4:22
7. "Vampire/Forest Fire" - 7:13